# Lasanius
Lasanius es un género extinto de peces anáspidos prehistóricos de la familia Lasaniidae, del orden Birkeniiformes. Este género marino fue descrito científicamente por Traquair en 1898.

## Especies
Clasificación del género Lasanius:
- † Lasanius Traquair 1898
  - † Lasanius armatus (Traquair, 1899)[1]
  - † Lasanius problematicus (Traquair, 1898)[2]